# Galdr

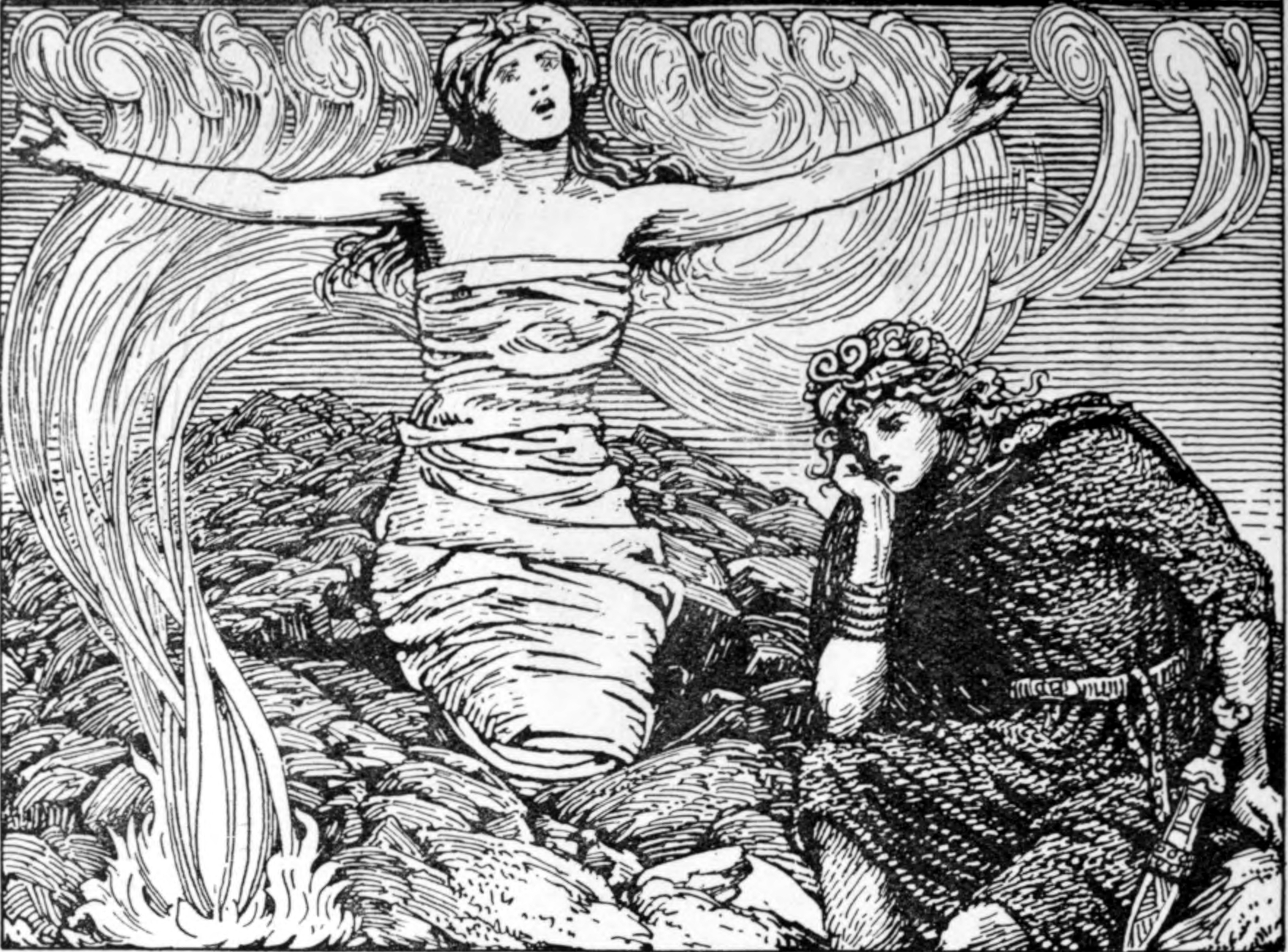
Gróa prononçant un galdr à son fils Svipdagr, dessin de William Gershom Collingwood publié en 1908 inspiré du Grógaldr.

Un galdr, au pluriel galdrar, est un terme en vieux norrois pour désigner une incantation dans la culture germanique ancienne. Il est associé a certains rites et effectué aussi bien par les femmes que les hommes. Le galdr se chante et certains chercheurs ont proposé que le galdr se chante peut-être en fausset,.

## Étymologie
Le mot galdr en vieux norrois est dérivé de l'ancien haut allemand gala voulant dire "chant, incantation". Il a un suffixe indo-européen -tro
En vieil anglais les formes sont gealdor, galdor, galdre c.à.d. charme, enchantement, sorcellerie et le mot galan c'est-à-dire chant, incantation. Le mot galan est toujours contenu dans le mot anglais nightingale venant de næcti-galæ (rossignol) lié à giellan on peut retrouver la notion aussi dans le verbe en anglais moderne to yell et le néerlandais gillen voulant tous les deux dire "crier". En islandais le verbe að gala peut être traduit par "chanter, appeler, crier".
Le mot galstar en vieux bas allemand et galster en moyen bas allemand veut dire "chant, enchantement"  qui survit dans l'allemand dialectal Galsterei, Galsterweib sorcellerie, sorcière.

## Origine
Les galdrar sont créés par Odin, qui en reste un des grands utilisateurs, raison pour laquelle il est aussi appelé Ein sköpuðr galdra, qui signifie en français « le seul créateur du galdr », ainsi que Galdraföðr ou Faðr galdr, qui signifient tous deux « père du galdr ».
Les galdrar sont créés à partir des runes qui sont "inventées" par Óðinn. On peut lire dans le Hávamál  :
No bread did they give me nor a drink from a horn,
downwards I peered;
I took up the runes, screaming I took them,
then I fell back from there.
Aucun pain l'on me donna, ni une goulée d'une corne
vers le bas je cherchais
je pris les runes, criant je les prenais.

## Pratique
La formule ou galdrar est composée en galdralag, une forme de versification allitérative, similaire au ljóðaháttr mais comportant un septième vers et présentant un parallélisme caractéristique.
Le galdr se chante, à la fois par des hommes et les femmes et particulièrement les völva, qu'ils soient mortels ou divins.
Prononcer un galdr peut être bénéfique, comme faciliter un accouchement, mais aussi avoir un effet négatif comme celui de rendre fou. Prononcé par un dieu, il permet à celui-ci de conjurer des sorts ou des maléfices, de réveiller les morts et de converser avec eux. 

### Exemples de galdrar
- Grógaldr faisant partie de l'Edda poétique
- Hrafnagaldur Óðins, « l'incantation-corbeau d'Odin », comportant un galdr d'Odin
- Hávamál faisant partie de l'Edda poétique et comportant 18 galdrar d'Odin
- Oddrúnargrátr

### Galdrabók
Le Galdrabók (ou le livre magique des galdrar) est un   grimoire islandais datant d’environ 1600. C’est un petit manuscrit  contenant une collection de  47 formules magiques. Le grimoire fut compilé par 4 personnes différentes. Probablement depuis la fin XVIe s. jusqu’au milieu du XVIIe S.
Les trois premiers scribes étaient islandais et le quatrième un danois travaillant à partir de matériaux islandais. Les différentes formules consistent dans des textes latins et des inscriptions runiques, ainsi que du les bâtons magiques , des invocations à des entités chrétiennes, des démons, des dieux germaniques et l’utilisation d’herbes et objets magiques divers. 
Certains des charmes sont de protection, utilisés pour des problèmes de type gestation et naissance, maux de tête et insomnie, incantations contre la pestilence, mal de mer et accidents marins.
D’autres encore sont de magie noire destinés à provoquer la peur, tuer des animaux, trouver des voleurs, endormir quelqu’un, causer la flatulence ou ensorceler des femmes.
Le livre fut publié pour la première fois  en 1921 par Natan Lindqvist  dans une édition diplomatique avec une traduction suédoise.
La première traduction en anglais fut publiée seulement en   1989 par Stephen Flowers. et un facsimilé de la première édition avec les commentaires détaillés de Matthías Viðar Sæmundsson en 1992.